# CM Draconis

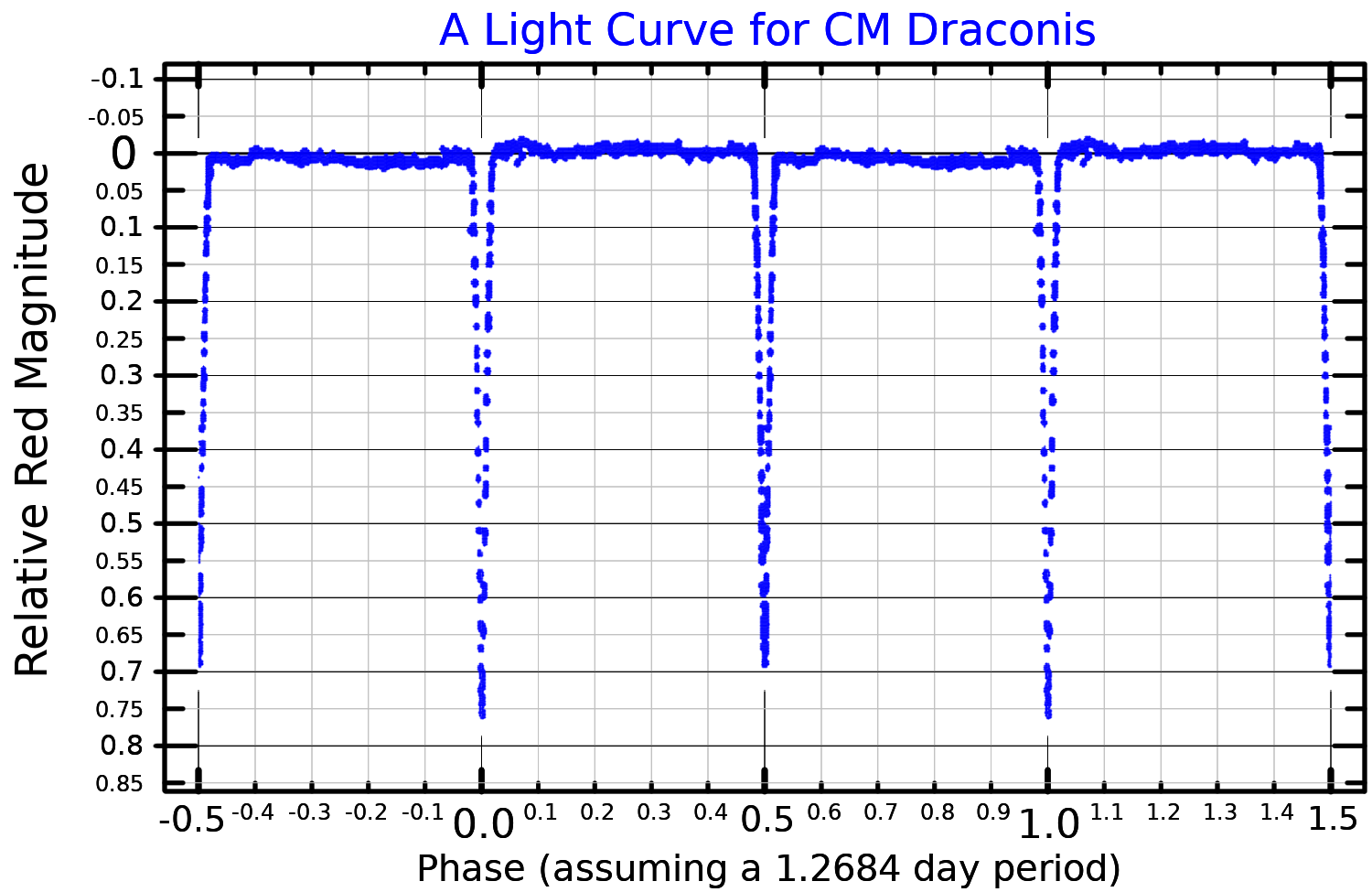
Curva de luz de CM Draconis

CM Draconis es un sistema estelar en la constelación de Draco, el dragón, de magnitud aparente +12,90. Aunque inicialmente se pensaba que distaba 47,3 años luz del sistema solar, estudios más recientes le sitúan a una distancia de 54 - 55 años luz.
El sistema de CM Draconis está formado por un par de estrellas muy próximas, CM Draconis Aab, separadas 420 UA de una tercera estrella, CM Draconis B. Esta última, también conocida como LHS 422, GJ 630.1 B y WD 1633+571, es una enana blanca de tipo espectral DQ8 con una luminosidad 0,00018 veces menor que la solar y un tamaño similar al de la Tierra.
El sistema binario CM Draconis Aab (LHS 421, GJ 630.1 A) es una binaria espectroscópica y binaria eclipsante. Está compuesta por dos enanas rojas de tipo M4.5V con una luminosidad conjunta del 1,03 % de la del Sol. Su período orbital es de 1,27 días y la separación entre ambas es 3,76 veces el radio solar, pero no llega a ser una binaria de contacto. Ambas son estrellas fulgurantes aunque con un bajo índice de actividad, estando catalogadas como variables BY Draconis. Su alta velocidad espacial de 164 km/s y el bajo índice de erupciones indica su probable estatus de estrellas de Población II, en concordancia con su edad estimada de 9000 millones de años.